# 林摩理子
林摩理子（1980年8月24日—）是日本的女演員、聲優。過去是劇團民藝的成員。鹿兒島縣川內市（現・薩摩川內市）出身。大妻女子大學畢業。

## 演出作品

### 電視劇
- 情人是狙擊手
- 在公園大道見面（開場旁白、助理）
- 那個男人副所長

### 電視動畫
2002年
- 名偵探柯南（茜·尼爾遜）

2012年
- 宇宙兄弟（田村）

### 連續劇CD
- 聖魔之血（彼得）
- 玫瑰十字會

### 外語配音
- 黑道家族
- 美麗的謊言
- 駭人命案事件簿
- 熱力師奶
- 101次求婚
- 天蛾人
- 你好！？伊凡
- 飛龍再生
- 雙面女郎2
- 玫瑰十字會系列
- 望鄉
- 海神號
- 限制級戰警

### 舞台
- 明石原人（田邊夏子）
- 淺草物語（弘美）
- 居酒屋「花」
- 火山灰地
- 高野的七福神（木村瞳）
- 孩子們的這個夏天
- 那個陌生人（妓女）
- 兩個長影（真理（孫女））